# ریلکسین
ریلکسین (انگلیسی: Relaxin) یک هورمون پروتئینی با وزن ۶۰۰۰ دالتون است که نخستین بار در سال ۱۹۲۶ توسط «فریدریک هیسا» توصیف شد.
هورمون‌های پپتیدی خانوادهٔ ریلکسین متعلق به ابرخانوادهٔ انسولین هستند و از هفت پپتید ساخته شده‌اند که تشابه ساختمانی زیاد اما تشابه اندک در توالی آمینواسید دارند و شامل ریلکسین-۱ (RLN1)، ریلکسین-۲ (RLN2) و ریلکسین-۳ (RLN3) و پپتیدهای شبه‌انسولینی INSL3، INSL4، INSL5 و INSL6 هستند. عملکرد ریلکسین-۳، INSL4، INSL5 و INSL6 هنوز مشخص نشده‌است.
تصور می‌شود که ریلکسین ممکن است در آینده یکی از اهداف درمانی در بیماری‌های زنان باشد.

## ساخت
در زنان، ریلکسین توسط جسم زرد تخمدان، پستان و در دوران بارداری نیز توسط جفت، کوریون و دسیدوا تولید می‌شود. در مردان این هورمون در پروستات تولید می‌شود و در منی انسان وجود دارد.

## ساختار
از نظر ساختاری، ریلکسین یک هترودایمر متشکل از دو زنجیرهٔ پپتیدی ۲۴ و ۲۹ آمینو اسیدی است که توسط سه پل دی‌سولفید به هم مرتبط شده‌اند و به‌نظر می‌رسد که با هورمون انسولین شباهت‌های ساختاری داشته باشد.
ریلکسین از پیش‌ساز خود، «پروریلکسین»، طی فرایند پروتئین‌کافت پیرایش پساترجمه‌ای پپتید پیام‌رسان و پپتید پایانه-C تولید می‌شود.

## عملکرد در انسان

### دستگاه تولید مثل
در زنان، ریلکسین عمدتاً توسط جسم زرد تولید می‌شود، چه در زنان باردار و چه در زنان غیر باردار. سطح ریلکسین در عرض تقریباً ۱۴ روز پس از تخمک‌گذاری به اوج خود می‌رسد و سپس در صورت عدم وقوع بارداری کاهش می‌یابد و منجر به قاعدگی می‌شود. ریلکسین ممکن است در فرایند حیاتی دسیدواسازی رحم (آمادگی برای پذیرش) دخیل باشد و در کنار هورمون‌های استروئیدی به آندومتر اجازه دهد تا برای لانه‌گزینی آماده شود. در طول سه‌ماههٔ اول بارداری، سطح ریلکسین افزایش می‌یابد و میزان بیشتری از آن توسط دسیدوا ساخته می‌شود. سطح پلاسمایی ریلکسین در طول سه‌ماههٔ اول (۱۲–۸ هفته) در ۱٫۲ نانوگرم در میلی‌لیتر به اوج خود می‌رسد و متعاقباً پس از از بین رفتن جسم زرد کاهش می‌یابد. در طول حاملگی، ریلکسین واسطهٔ تغییرات همودینامیکی چون افزایش برون‌ده قلبی و افزایش جریان خون کلیوی است. این هورمون همچنین سایر رباط‌های لگن را در قسمت تحتانی دستگاه تناسلی شل می‌کند.
در مردان، ریلکسین باعث افزایش تحرک اسپرم در مایع منی می‌شود. همچنین، ریلکسین در انزال مردانی که بدون مجرای وابران و کیسهٔ منی متولد شده‌اند در غلظت‌های بالاتر از حد طبیعی یافت می‌شود.

### عملکرد قلب و عروق
در دستگاه گردش خون، ریلکسین توسط قلب ترشح می‌شود و به عنوان یک گشادکنندهٔ عروق عمدتاً از طریق مسیر نیتریک اکسید عمل می‌کند. مکانیسم‌های دیگر عبارت‌اند از فعال‌سازی NF-κB که با واسطهٔ فاکتور رشد اندوتلیال عروقی (VEGF)، منجر به فعال‌سازی مسیرهای سیگنالینگ مرتبط با PI-3K/Akt می‌گردد و همچنین رونویسی متالوپروتئینازهای ماتریکس. در آزمایش‌های خارج از بدن با استفاده از شریان‌های مقاومت زیر جلدی، ریلکسین یک گشادکنندهٔ عروقی قوی وابسته به اندوتلیوم است. در آزمایش‌های برون‌تنی با استفاده از شریان‌های استقامتی زیر جلدی، ثابت شد ریلکسین یک گشادکنندهٔ عروقی قوی وابسته به اندوتلیوم است.
ریلکسین همچنین از طریق تنظیم مثبت فاکتور رشد اندوتلیال عروقی، نقش مهمی در تشکیل رگ‌های خونی در دوران بارداری، رشد تومور یا زخم‌های ایسکمیک ایفا می‌کند.

## گیرنده‌ها
گیرنده‌های ریلکسین در قلب، ماهیچه‌های صاف، بافت‌های همبند، دستگاه عصبی مرکزی و دستگاه عصبی خودمختار یافت می‌شود.

## بیماری‌ها
زنانی که در طول کارآزمایی‌های بالینی متفرقه تحت درمان با ریلکسین بوده‌اند، خونریزی شدیدتری را در طول سیکل قاعدگی خود تجربه کرده‌اند، که نشان می‌دهد سطح ریلکسین می‌تواند در خون‌ریزی غیرطبیعی رحم نقش داشته باشد. با این حال، تحقیقات بیشتری برای تأیید ریلکسین به عنوان یک علت مستقیم مورد نیاز است.
بیانِ کمتر ریلکسین در بین زنان مبتلا به آندومتریوز مشاهده شده‌است. تحقیقات در این زمینه محدود است و مطالعهٔ بیشتر در مورد نقش ریلکسین می‌تواند کمک زیادی به درک بیماری آندومتریوز کند.
پژوهش‌های زیادی در توصیف اختلالات خاص مربوط به ریلکسین موجود نیست، اما ارتباطی میان این هورمون با اسکلرودرمی و فیبرومیالژیا پیشنهاد شده‌است.

### بارداری
این امکان وجود دارد که ریلکسین موجود در جفت جنین عاملی برای القای زایمان در انسان باشد و بنابراین احتمال دارد سطوح بالای سرمی ریلکسین در دوران بارداری با زایمان زودرس مرتبط باشد.

## سیر تکاملی
هورمون ریلکسین ۱ و ۲ از تکثیر ژن پروتو-آرال‌ان به ترتیب در ۴۴٫۲ و ۲۹٫۶ میلیون سال پیش در آخرین جد مشترک نخستی‌سانان راست‌بینی به وجود آمدند. تصور می‌شود دوپلیکاسیونی که منجر به تشکیل ریلکسین-۱ و ریلکسین-۲ شد، نتیجهٔ انتخاب مثبت و تکامل همگرا در سطح نوکلئوتید بین ژن ریلکسین در میمون‌های دنیای جدید و ژن ریلکسین-۱ در میمون‌های انسان‌نما بوده‌است.